# アルカイオス
ミュティレーネーのアルカイオス（古希: Ἀλκαῖος, Alkaios, 英: Alcaeus, 紀元前620年頃 - 紀元前6世紀）は、古代ギリシアの抒情詩人。アルカイオス風韻文の創案者と考えられている。サッポーよりやや年上で、詩を交換するなど恋愛関係にあったのではないかとも言われている。アルカイオスはレスボス島の主要都市であるミュティレーネーの支配階級の貴族の家に生まれ、そこで政争と内紛に深く関わった。いつ死んだかは不明である。

## 政治生活
ピッタコス（ピタコス、Pittacus）が指導した反乱の期間、レスボス島に激しい内乱が勃発した。アルカイオスは反乱軍側につき、彼の兄弟（おそらく兄）はピッタコスと共にクーデターを起こし、貴族のメランクロスを権力の座から引きずり下ろした。しばらくの間、アルカイオスはピッタコスと手を組まされたうえ、トロイに近いシゲイオンのアテナイ人との戦いでは一緒に戦った。ピッタコスはそこでアテナイの指揮官プリュノンをたった一回の戦闘で打ち負かした。しかし、アルカイオスはその戦いから逃亡し、そのことを詩に詠んだ、とヘロドトスは言っている。
アルカイオスは、メランクロスの失脚で勢力を強めた僭主ミュルシロスに対する陰謀に加わったが、それは成功しなかった。一方、ピッタコスはミュルシロスと手を結び、アルカイオスは亡命した。
ミュルシロスの死後、アルカイオスはピッタコスと和解したらしく、ミュティレーネーに戻った。しかし、この新しい連帯は長続きせず、アルカイオスは再び亡命を余儀なくされ、遙かエジプトまで逃げた。アルカイオスの兄弟の1人はバビロニア軍に入隊し、ネブカドネザル2世の下で戦った。アルカイオスは最終的にレスボス島に戻ったと言われている。アルカイオスの詩の中には、長年の敵同様に一時の友人たちから受けた虐待への厳しい弾劾が含まれている。

## 詩

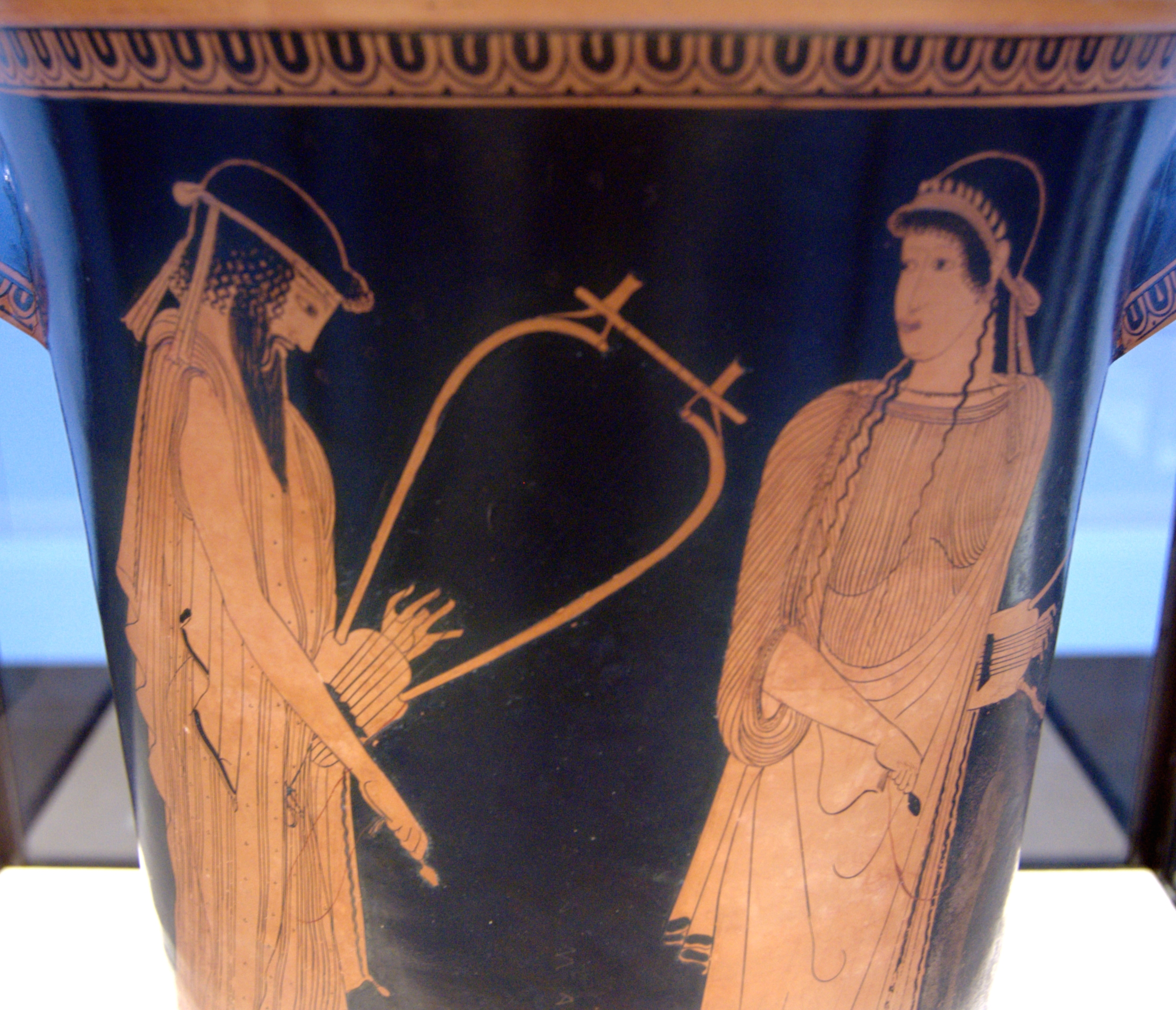
アッティカの赤絵式カラトスに描かれたアルカイオスとサッポー（紀元前470年頃）ミュンヘン古代美術博物館 Inv. 2416

ローレンス・アルマ＝タデマ画
『サッポーとアルカイオス』

アルカイオスの戦争と政治体験は現存する詩の中に反映されていて、その中でも断然多いのが軍隊に関するものである。荒海で沈みゆく船から生き延びようとする狂おしい努力、兜と槍の光景、戦争から帰還した兄弟たちを迎える安堵感、さらに、暴君の危険に対するののしり、戦場からただ一人生還した時に臆病者扱いされたことへの非難などがうたわれている。
一方で、アルカイオスは、お祭り騒ぎを、ギャンブルを、友情を、海の荒っぽい生活を生き生きと誉め称える。さらにより甘い主題、愛する少年（エローメノス）への愛の詩、飲酒の詩、放埒な人生にはまりこんだ男の破滅もうたっている。それらは饗宴で朗唱されるような類の詩であった。アルカイオスの少年愛の詩は、断片346、359、366、368、386、397にあり、その相手はメラニッポスとメノンである。誘惑の言葉が書かれたものもいくつかあって、アルカイノスは（ギリシア神話では最初に亀の甲羅で作られたとされる）リラ（竪琴）に向かってこう歌う。「岩と泡立つ海の子供！ 汝、少年らの分別を鈍らせよ、おお、海に生まれし亀の甲羅」（359）。露骨に招待する場合もある。「君は昔私の友で、私は君を子ヤギ・子豚と呼んでいた。そういう習慣なのだ」（71）。さらにアルカイオスは、より厳粛な儀式のための神々への讃歌も作っている。
ヘレニズム期のアレクサンドリアでアルカイオスの詩が編纂された時には、たっぷり10巻分あったと記録にあるが、現存している詩は引用の中にしかない。

しかし、かなりの数の断片が現存していて、アルカイオスを最良の手本と考えていたホラティウスがラテン語で書いたアルカイオスの模倣作は、アルカイオスの詩の特徴を理解することの助けとなっている。